# 골롬-딕맨 상수
수학에서 골롬-딕맨 상수(Golomb-Dickman constant) 또는 골롬 상수 {\displaystyle \lambda }는 무작위 순열 이론과 정수론에서 각각 보여진다. 정수들의 확장에서 소수들 간의 출현 길이와 무작위 순열을 가장 크게 확장했을 때의 분포가 일치하는 값을 보이고 있다는 사실을 보여주는, 일련의 상수들 간의 관계가 존재한다.
딕맨(Dickman, 1930)에 의해 가장 큰 정수들 집합 {\displaystyle \{1,....,n\}} 중에서 균일하게 선택된 임의의 정수의 소수(prime number) 요소 {\displaystyle P_{1}}에서,
{\displaystyle E\left({{\log P_{1}} \over {\log n}}\right)\to 0.62432}
딕맨 함수로 알려진 이 상수는 가장 큰 소수의 자릿수로 예상되는 수에서 해석된다. 이러한 "가장 크다고 여겨질 수 있는 무작위 정수의 자릿수에 대한 비율 문제" 이후로, 골롬(Golomb, 1964)이 무작위 순열에서 가장 긴 주기의 길이 {\displaystyle L_{1}}을 연구했을 때, {\displaystyle S_{n}}에서 {\displaystyle E\left({{L_{1}} \over n}\right)\to 0.62432}를 발견했다. 여기서 딕맨의 상수가 골롬이 발견한 상수와 동일함에도, 이 두 상수의 상관관계가 곧바로 강하게 연관되지는 못했다.
그러나 이들의 관계가 확률상의 푸아송 분포와 정규 분포
{\displaystyle \lim _{n\to \infty }P(\alpha _{1}=0)={1 \over e}}
{\displaystyle \lim _{n\to \infty }P(\alpha _{j}=k)={1 \over k!}e^{-{\frac {1}{j}}}j^{-k}}
{\displaystyle \lim _{n\to \infty }P\left(\left(\sum _{j=1}^{\infty }\alpha _{j}-\log n\right)(\log n)^{-{\frac {1}{2}}}\leq x\right)=\Phi (x)}
로 약하게 연관되어 설명되고 나서(Shepp and Lloyd 1966, Wilf 1990),
{\displaystyle F(x)=\lim _{n\to \infty }P(x,n)={\begin{Bmatrix}1&if\;x\geq 1\\\int _{0}^{x}F\left({{t} \over {1-t}}\right){{dt} \over {t}}&if\;0\leq x<1\end{Bmatrix}}}
에서 딕맨 상수
{\displaystyle \mu =\lim _{n\to \infty }\left\langle x\right\rangle }
{\displaystyle \;\ =\lim _{n\to \infty }\left\langle {{\log P} \over {\log n}}\right\rangle }
{\displaystyle \;\;=\int _{0}^{1}x{{dF} \over {dx}}dx}
{\displaystyle \;\;=\int _{0}^{1}F\left({{1} \over {1-t}}\right)dt}
{\displaystyle \;\;=0.62432999...}
는 골롬 상수 {\displaystyle \lambda }가 {\displaystyle f(x)=1\;\;(1\leq x\leq 2),{{df} \over {dx}}=-{{f(x-1)} \over {x-1}}}에서,
{\displaystyle \lambda =\int _{1}^{\infty }{{f(x)} \over {x^{2}}}dx,\ \ f(x)=1\;\;(x>2)}
{\displaystyle \ \ =\int _{0}^{\infty }\exp \left(-x-\left(\int _{x}^{\infty }{{e^{-y}} \over {y}}dy\right)\right)}
{\displaystyle \ \ =\int _{0}^{1}\exp \left(\int _{0}^{x}{{dy} \over {\ln y}}\right)dx}
{\displaystyle \ \ =0.62432998854355087099293638310083724\cdots }
(OEIS의 수열 A084945)
로 쉐프와 로이드(Shepp and Lloyd, 1966)가 유도됨을 보였다.
이것은 구간 {\displaystyle x\in (0,1)}에서,
{\displaystyle \mu =\lim _{n\to \infty }\left\langle x\right\rangle =\lim _{n\to \infty }\left\langle {{\log P} \over {\log n}}\right\rangle =\int _{0}^{1}x{{dF} \over {dx}}dx=\int _{0}^{1}F\left({{1} \over {1-t}}\right)dt=\lambda =\int _{0}^{1}\exp \left(\int _{0}^{x}{{dy} \over {\ln y}}\right)dx}이다.
확률론에서, {\displaystyle \lambda n}은 균일 분포에서 가장 긴 주기의 예상 크기 {\displaystyle n}세트의 무작위 순열이다.
정수론에서 골롬-딕맨 상수는 정수의 가장 큰 소수 인자의 평균 크기와 관련되어 나타난다.
{\displaystyle \lambda =\lim _{n\ \to \infty }{\frac {a_{n}}{n}}}
{\displaystyle \lambda =\lim _{n\to \infty }{1 \over n}\sum _{k=2}^{n}{{\log(P_{1}(k))} \over {\log(k)}}}
여기서 {\displaystyle P_{1}(k)}는 {\displaystyle k}의 가장 큰 소수 인자이다. 따라서 {\displaystyle k}가 {\displaystyle d}자리 자연수인 경우, {\displaystyle \lambda d}는 {\displaystyle k}의 최대 소수 자릿수의 평균 자릿수이다.

## 커누스의β{\displaystyle \beta }와B{\displaystyle B}에 대한 추측
커누스(Knuth, 1981)의 임의의 상수 {\displaystyle \beta }와 {\displaystyle B}에 대한 추측
{\displaystyle \lim _{n\to \infty }n^{\beta }\left(\left\langle M(x)\right\rangle -\gamma n-{1 \over 2}\gamma \right)=B}
이 있었고, 고든(Gourdon, 1986)이 아래와 같이 증명하였다.
{\displaystyle j=e^{{2\pi i} \over {3}}}에서,
{\displaystyle \left\langle M(\alpha )\right\rangle =\lambda \left(n+{1 \over 2}\right)-{{e^{\gamma }} \over {24n}}+{{1 \over 48}e^{\gamma }-{1 \over 8}(-1)^{n} \over {n^{2}}}+{{{17 \over 3840}e^{\gamma }+{1 \over 8}(-1)^{n}+{1 \over 6}j^{1+2n}+{{1 \over 6}j^{2+n}}} \over {n^{3}}}}
{\displaystyle E(M(\alpha ))=\lambda n+{\lambda  \over 2}-{e^{\gamma } \over 24}{1 \over n}+\left({{e^{\gamma }} \over 48}-{{(-1)^{n}} \over 8}\right){1 \over n^{2}}+\left({{17e^{\gamma }} \over 3840}+{(-1)^{n} \over 8}+{{e^{2(2n+1)\pi i \over 3}} \over 6}+{{e^{2(n+2)\pi i \over 3}} \over 6}\right){1 \over n^{3}}+O\left({1 \over n^{4}}\right)}
{\displaystyle M(\alpha )={\underset {j}{\max }}\{j:\alpha _{j}>0\}}
여기서 {\displaystyle \gamma }는 오일러-마스케로니 상수이다.

## 관련 상수 및 함수
- 지수 적분 함수

{\displaystyle \lambda =\int _{0}^{\infty }e^{-t-E_{1}(t)}dt}
여기서 {\displaystyle E_{1}(t)}는 지수 적분 함수이다.
- 딕맨 함수

{\displaystyle \lambda =\int _{0}^{\infty }{\frac {\rho (t)}{t+2}}dt}
{\displaystyle \lambda =\int _{0}^{\infty }{\frac {\rho (t)}{(t+1)^{2}}}dt}
여기서 {\displaystyle \rho (t)}는 딕맨 함수(Dickman–de Bruijn function)이다.
- 조화수

{\displaystyle \left\langle \sum _{j=1}^{\infty }\alpha _{j}\right\rangle =\sum _{i=1}^{n}{1 \over i}}
{\displaystyle \quad =\log n+\gamma +O\left({1 \over n}\right)}
{\displaystyle \quad =H_{n}}
여기서 {\displaystyle H_{n}}는 조화수, {\displaystyle O}는 대문자 O 표기법이다.

## 같이 보기
- 수학 상수
- 구간
- 푸아송 분포
- 완전순열

## 참고
- Weisstein, Eric Wolfgang. “Golomb-Dickman Constant”. 《Wolfram MathWorld》 (영어). Wolfram Research.
- "Sloane's A084945". The On-Line Encyclopedia of Integer Sequences, OEIS Foundation(oeis.org)